# Fadejev
Fadejev (pisan tudi Fadjejev ali Faddejev) je priimek več znanih oseb:
- Aleksander Aleksandrovič Fadejev (1901—1956), ruski sovjetski pisatelj, socialistični realist
- Aleksandr Fadejev (1936–1993), ruski sovjetski igralec
- Aleksander Vladimirovič Fadejev (*1964), ruski umetnostni drsalec
- Dmitrij Konstantinovič Faddejev (1907—1989) je bil sovjetski (ruski) matematik
- Ivan Ivanovič Fadejev, ruski general
- Jevgenij Fedejev , kazahstanski hokejist
- Ludvig Dmitrijevič Faddejev (1934—2017), ruski matematični fizik
- Rostislav Andrejevič Fadejev (1824—1883), ruski general in publicist